# Tipula (Eumicrotipula) macrotrichiata
Tipula (Eumicrotipula) macrotrichiata is een tweevleugelige uit de familie langpootmuggen (Tipulidae). De soort komt voor in het Neotropisch gebied.